# Max Rendschmidt
Max Rendschmidt (* 12. Dezember 1993 in Bonn) ist ein deutscher Kanute und Olympiasieger.

## Karriere
Rendschmidt war bereits im Jugendbereich sehr erfolgreich, als er für den WSV Blau-Weiß Rheidt startete. 2010 war er mit dem Vierer-Kajak Zweiter bei den Junioreneuropameisterschaften und mit dem Einer-Kajak Dritter. Bei den Juniorenweltmeisterschaften 2011 siegte er mit dem Zweier-Kajak und belegte im Einer den zweiten Platz. 2012 trat er bei den U23-Europameisterschaften an und siegte im Zweier über 1000 Meter, über 500 Meter erhielt er die Bronzemedaille.
Seit 2013 tritt Rendschmidt in der Erwachsenenklasse mit Marcus Groß im Zweier-Kajak an. Bei den Europameisterschaften 2013 in Montemor-o-Velho erkämpften Rendschmidt und Groß Gold über 500 und über 1000 Meter. Bei den Weltmeisterschaften in Duisburg gewannen Rendschmidt und Groß über 1000 Meter die Goldmedaille und erreichten über 500 Meter den vierten Rang. Bei den Europameisterschaften 2014 in Brandenburg an der Havel gewann der Zweier-Kajak mit Rendschmidt und Groß Gold über 1000 Meter. Bei den Weltmeisterschaften in Moskau belegten die beiden über 500 und über 1000 Meter jeweils den vierten Platz.
Bei den Europameisterschaften 2015 in Račice u Štětí siegte der Zweier-Kajak über 500 und über 1000 Meter. Bei den Europaspielen in Baku erhielten Rendschmidt und Groß die Silbermedaille über 1000 Meter. Bei den Weltmeisterschaften 2015 in Mailand gewannen die beiden Gold über 1000 Meter. Ihren bis dahin größten Erfolg erpaddelten sich Groß und Rendschmidt mit der Goldmedaille über 1000 Meter bei den Olympischen Spielen 2016. Am letzten Wettkampftag der Olympischen Spiele in Rio de Janeiro gewann der deutsche Vierer-Kajak mit Max Rendschmidt, Max Hoff, Tom Liebscher und Marcus Groß Gold auf der 1000-Meter-Distanz.
2017 wurde Rendschmidt Weltmeister im K4 über die nichtolympische 500-Meter-Strecke. Bei den im serbischen Belgrad stattfindenden Europameisterschaften 2018 gewann er Bronze im K1 über 1000 Meter und Silber im K4 über 500 Meter. Zudem verteidigte er in diesem Jahr seinen Weltmeistertitel im Vierer-Kajak über 500 Meter mit Tom Liebscher, Ronald Rauhe sowie Max Lemke und wurde über die olympische 1000-Meter-Strecke Vizeweltmeister im K1.
Bei den Europaspielen 2019 in Minsk gewann er wie bereits vier Jahre zuvor eine Silbermedaille im K4, diesmal jedoch über 500 Meter. Bei den 2021 ausgetragenen Olympischen Spielen 2020 in Tokio gehörte Rendschmidt erneut zum deutschen Aufgebot des Vierer-Kajaks auf der 500-Meter-Strecke.
Nach ersten Plätzen im Vorlauf und dem Halbfinale gewann das deutsche Boot auch den Finallauf vor Spanien und der Slowakei, womit Rendschmidt gemeinsam mit Max Lemke, Ronald Rauhe und Tom Liebscher die Goldmedaille erhielt und Olympiasieger wurde.
Bei den Olympischen Spielen 2024 in Paris gewann Rendschmidt im Vierer-Kajak über 500 Meter gemeinsam mit Jacob Schopf, Max Lemke und Tom Liebscher-Lucz seine insgesamt vierte Goldmedaille. Bei der Schlussfeier der Spiele trug er gemeinsam mit der Triathletin Laura Lindemann die deutsche Fahne.
Der 1,86 m große Max Rendschmidt startet für die KG Essen. Er arbeitet bei der Bundespolizei und ist in der Bundespolizeisportschule Kienbaum stationiert.

## Auszeichnungen
Für seine beiden Olympiasiege erhielt Max Rendschmidt mit seinen Mannschaftskameraden am 1. November 2016 von Bundespräsident Joachim Gauck das Silberne Lorbeerblatt.
In den Jahren 2016 und 2017 erhielt er den Felix Award als bester Sportler des Landes Nordrhein-Westfalen. 2015, 2016 und 2018 wurde der Kanute zum Sportler des Jahres des General-Anzeigers gewählt.
Am 20. Juli 2017 wurde er mit dem Kienbaum Award durch Bundeskanzlerin Angela Merkel ausgezeichnet.

## Musik
- Simon Goodlife feat. Olympia-Kanu-Team – RIOlympia[10][11]